# Чверть долара США (серія 50 штатів)
50 штатів — серія монет, які випустив монетний двір США з 1999 по 2008 рік. Вона показує кожен з 50 штатів унікальним дизайном реверсу.
Серію 50 штатів розпочали, щоб підтримати нове покоління нумізматів, і стала найуспішнішою нумізматичною програмою у світі, приблизно половина населення США збирала монети у випадковому порядку або більш серйозно. Федеральний уряд США заробив 3 млрд доларів при вилученні монет з обігу.

## Державна програма
Четвертаки випускались монетним двором кожні 10 тижнів, або 5 на рік. Вони були випущені в тому ж порядку, в якому штати ратифікували Конституцію.  Реверс кожного четвертаку має своє унікальне оформлення. Деякі елементи дизайну, такі як державні прапори, образи живих людей, а також голови і плечовому образи померлих осіб були заборонені.
Законодавство дозволяє монетному двору давати істотну роль та значну свободу штатам у визначенні дизайну, який буде представляти їх штат. Більшість штатів дотримувалися процесу, за допомогою якого керівництво штату запитувало громадян штату щодо концепції і призначало консультативну групу для спостереження за процесом. Губернатори представили три-п'ять фінальних концепцій дизайну до секретаря казначейства для затвердження. Схвалені проєкти поверталися в штати для вибору остаточного дизайну.
Штати зазвичай використовували один з двох підходів при прийнятті цього вибору. У 33 штатах губернатор вибирав остаточне оформлення рекомендоване консультативними групами та громадянами. В інших 17 штатах громадяни вибирали остаточний дизайн через Інтернет, по телефону, електронній пошті або іншим видом публічного голосування. Монетний двір США застосовував всі фінальні концепції дизайну, затверджені секретарем казначейства. Засоби масової інформації та суспільна увага супроводжували випуск четвертаків кожного штату.
Програма випуску четвертаків була найпопулярнішою ювілейною монетною програмою в історії США; Монетний двір США підрахував, що 147 мільйонів американців зібрали четвертаки штатів і 3,5 мільйони брали участь у відборі четвертаків.
До кінця 2008 року всі четвертаки були відкарбовані та випущені у обіг. За офіційними даними Монетного двору США всього було випущено 34 797 600 000 монет. В середньому тираж становив 695 952 000 монет на штат, але коливався від 1 594 616 000 монет Вірджинії до 416 600 000 монет Оклахоми. Попит був більший на монети видані на початку програми. Це було пов'язано з ослабленням економічних умов в останні роки і згасання початкового сплеску попиту, коли була запущена програма. Іншим фактором було відновлення негативної позиції Міністерства фінансів до програми. Після закінчення терміну директора у 2000 році, Казначейство розпочало скорочення та призупинення найефективніших елементів рекламної кампанії монетного двору, попри високу віддачу інвестицій.[джерело?]

## Оформлення
| Рік  | №  | Штат              | Дата випуску                      | Тираж         | Вигляд                 | Зображені елементи | Гравер          |
| ---- | -- | ----------------- | --------------------------------- | ------------- | ---------------------- | --- | --------------- |
| 1999 | 1  | Делавер           | 1 січня 1999                      | 774 824 000   | Delaware quarter       | Цезар Родні верхи на коні Напис: "The First State", "Caesar Rodney" | Вільям Косінс   |
| 1999 | 2  | Пенсільванія      | 8 березня 1999                    | 707 332 000   | Pennsylvania quarter   | Статуя "Співдружність", обриси штату, замковий камінь Напис: "Virtue, Liberty, Independence"                                                                                        | Джон Мерканті   |
| 1999 | 3  | Нью-Джерсі        | 17 травня 1999                    | 662 228 000   | New Jersey quarter     | Вашингтон переправляється через Делавер, яка включає в себе Джорджа Вашингтона (стоячи) та Джеймса Монро (тримає прапор) Напис: "Crossroads of the Revolution"                      | Альфред Малецкі |
| 1999 | 4  | Джорджія          | 19 липня 1999                     | 939 932 000   | Georgia quarter        | Персик, гілки дуба (дерево штату), обриси штату Баннер з текстом: "Wisdom, Justice, Moderation" (девіз штату)                                                                       | Джеймс Феррел   |
| 1999 | 5  | Коннектикут       | 12 жовтня 1999                    | 1 346 624 000 | Connecticut quarter    | Дуб Хартії Напис: "The Charter Oak" | Джеймс Феррел   |
| 2000 | 6  | Массачусетс       | 3 січня 2000                      | 1 163 784 000 | Massachusetts quarter  | Статуя Мінітмена,обриси штату Напис: "The Bay State" | Томас Роджерс   |
| 2000 | 7  | Меріленд          | 13 березня 2000                   | 1 234 732 000 | Maryland quarter       | Капітолій штату Меріленд, гілки білого дуба (дерево штату) Напис: "The Old Line State"                                                                                              | Томас Роджерс   |
| 2000 | 8  | Південна Кароліна | 22 травня 2000                    | 1 308 784 000 | South Carolina quarter | Каролінський корольок (пташка штату), жовтий жасмін (квітка штату), сабаль пальмовидний (дерево штату), обриси штату Напис: "The Palmetto State"                                    | Томас Роджерс   |
| 2000 | 9  | Нью-Гемпшир       | 7 серпня 2000                     | 1 169 016 000 | New Hampshire quarter  | Олд-Ман-оф-те-Маунтін, дев'ять зірок Напис: "Old Man of the Mountain", "Live Free or Die"                                                                                           | Вільям Косінс   |
| 2000 | 10 | Вірджинія         | 16 жовтня 2000                    | 1 594 616 000 | Virginia quarter       | Кораблі Susan Constant, Godspeed, Discovery Напис: "Jamestown, 1607–2007", "Quadricentennial"                                                                                       | Едгар Стівер    |
| 2001 | 11 | Нью-Йорк          | 2 січня 2001                      | 1 275 040 000 | New York quarter       | Статуя Свободи, 11 зірок, контури штату з лініями річки Гудзон та Каналу Ері Напис: "Gateway to Freedom"                                                                            | Альфред Малецкі |
| 2001 | 12 | Північна Кароліна | 12 березня 2001                   | 1 055 476 000 | North Carolina quarter | Wright Flyer, фотографія братів Райт Напис: "First Flight" | Джон Мерканті   |
| 2001 | 13 | Род Айленд        | 21 травня 2001                    | 870 100 000   | Rhode Island quarter   | Яхта Кубку Америки Reliance в затоці Наррагансетт, міст Claiborne Pell Newport Напис: "The Ocean State"                                                                             | Томас Роджерс   |
| 2001 | 14 | Вермонт           | 6 серпня 2001                     | 882 804 000   | Vermont quarter        | Кленове дерево з відрами для збору соку, гора Верблюжий горб. Напис: "Freedom and Unity"                                                                                            | Джеймс Феррел   |
| 2001 | 15 | Кентукі           | 15 жовтня 2001                    | 723 564 000   | Kentucky quarter       | Чистокровний верховий кінь за парканом, особняк Бардстоун. Напис: "My Old Kentucky Home"                                                                                            | Джеймс Феррел   |
| 2002 | 16 | Теннессі          | 2 січня 2002                      | 648 068 000   | Tennessee quarter      | Скрипка, труба, гітара, зошит для нот, три зірки Баннер з текстом: "Musical Heritage"                                                                                               | Донна Вівер     |
| 2002 | 17 | Огайо             | 18 березня 2002                   | 632 032 000   | Ohio quarter           | Wright Flyer (побудований братами Райт які народилися у Дейтоні, Огайо); астронавт (Ніл Армстронг родом з Вапаконета, Огайо); обриси штату Напис: "Birthplace of Aviation Pioneers" | Донна Вівер     |
| 2002 | 18 | Луїзіана          | 30 травня 2002                    | 764 204 000   | Louisiana quarter      | Бурий пелікан (пташка штату); труба з музичними нотами, зовнішня лінія Луїзіани на мапі США. Напис: "Louisiana Purchase"                                                            | Джон Мерканті   |
| 2002 | 19 | Індіана           | 8 серпня 2002                     | 689 800 000   | Indiana quarter        | IndyCar, обриси штату, 19 зірок Напис: "Crossroads of America" | Донна Вівер     |
| 2002 | 20 | Міссісіпі         | 15 жовтня 2002                    | 579 600 000   | Mississippi quarter    | Дві магнолії (квітка штату) Напис: "The Magnolia State" | Донна Вівер     |
| 2003 | 21 | Іллінойс          | 2 січня 2003                      | 463 200 000   | Illinois quarter       | Молодий Авраам Лінкольн; силует ферми; обриси Чикаго; контур штату; 21 зірка, 11 зліва та 10 справа Напис: "Land of Lincoln;" "21st state/century"                                  | Донна Вівер     |
| 2003 | 22 | Алабама           | 17 березня 2003                   | 457 400 000   | Alabama quarter        | Гелен Келлеру кріслі, гілка сосни (дерево штату), квітка магнолії Баннер з текстом: "Spirit of Courage" Напис: "Helen Keller" стандартним шрифтом та шрифтом Брайля.                | Норман Неметс   |
| 2003 | 23 | Мен               | 2 червня 2003                     | 448 800 000   | Maine quarter          | Маяк; шхуна Victory Chimes в морі | Донна Вівер     |
| 2003 | 24 | Міссурі           | 4 серпня 2003                     | 453 200 000   | Missouri quarter       | Ворота Заходу, Льюїс та Кларк повертаються вниз річкою Міссурі Напис: "Corps of Discovery 1804–2004"                                                                                | Альфред Малецкі |
| 2003 | 25 | Арканзас          | 20 жовтня 2003                    | 457 800 000   | Arkansas quarter       | Діамант (дорогоцінний камінь штату), рисові стебла, літаючий над озером крижень | Джон Мерканті   |
| 2004 | 26 | Мічиган           | 26 січня 2004                     | 459 600 000   | Michigan quarter       | Обриси штату, контур Великих озер Напис: "Great Lakes State" | Донна Вівер     |
| 2004 | 27 | Флорида           | 29 березня 2004                   | 481 800 000   | Florida quarter        | Іспанський галеон, Сабаль пальмовидний (дерево штату), Спейс Шатл Напис: "Gateway to Discovery"                                                                                     | Джеймс Феррел   |
| 2004 | 28 | Техас             | 1 червня 2004 (December 29, 1845) | 541 800 000   | Texas quarter          | Контур штату, зірка, ласо Напис: "The Lone Star State" | Норман Неметс   |
| 2004 | 29 | Айова             | 30 серпня 2004                    | 465 200 000   | Iowa quarter           | Шкільна будівля, вчитель та студенти висаджують дерево, Напис: "Foundation in Education", "Grant Wood"                                                                              | Джон Мерканті   |
| 2004 | 30 | Вісконсин         | 25 жовтня 2004 (May 29, 1848)     | 453 200 000   | Wisconsin quarter      | Голова корови, кільце сиру початок кукурудзи. Баннер з текстом: "Forward" | Альфред Малецкі |
| 2005 | 31 | Каліфорнія        | 31 січня 2005                     | 520 400 000   | California quarter     | Джон М'юр, Каліфорнійський кондор, Хаф-Доум Напис: "John Muir," "Yosemite Valley"                                                                                                   | Дон Еверхарт    |
| 2005 | 32 | Міннесота         | 4 квітня 2005                     | 488 000 000   | Minnesota quarter      | Гагара полярна (пташка штату), риболовля, мапа штату Напис: "Land of 10,000 Lakes"                                                                                                  | Чарльз Вікерс   |
| 2005 | 33 | Орегон            | 6 червня 2005                     | 720 200 000   | Oregon quarter         | Крейтер-Лейк Напис: "Crater Lake" | Донна Вівер     |
| 2005 | 34 | Канзас            | 29 серпня 2005                    | 563 400 000   | Kansas quarter         | Бізон американський (ссавець штату), соняшники (квітка штату) | Норман Неметс   |
| 2005 | 35 | Західна Вірджинія | 14 жовтня 2005                    | 721 600 000   | West Virginia quarter  | Міст Нью-Ривер-Гордж Напис: "New River Gorge" | Джон Мерканті   |
| 2006 | 36 | Невада            | 31 січня 2006                     | 589 800 000   | Nevada quarter         | Мустанги, гори, сонце, що сходить, полин (квітка штату) Баннер з текстом: "The Silver State"                                                                                        | Дон Еверхарт    |
| 2006 | 37 | Небраска          | 3 квітня 2006                     | 594 400 000   |                        | Національне історичне місце Chimney Rock, запряжений віз Напис: "Chimney Rock" | Чарльз Вікерс   |
| 2006 | 38 | Колорадо          | 14 червня 2006                    | 569 000 000   |                        | Лонгс Пік Банер з текстом: "Colorful Colorado" | Норман Неметс   |
| 2006 | 39 | Північна Дакота   | 28 серпня 2006                    | 664,800,000   |                        | Бізон американський, бедленд | Донна Вівер     |
| 2006 | 40 | Південна Дакота   | 6 листопада 2006                  | 510 800 000   |                        | Гора Рашмор, фазан (пташка штату), пшениця (рослина штату) | Джон Мерканті   |
| 2007 | 41 | Монтана           | 29 січня 2007                     | 513 240 000   |                        | Череп американського бізона в центрі, гори та річка Міссурі знизу. Напис: "Big Sky Country"                                                                                         | Дон Еверхарт    |
| 2007 | 42 | Вашингтон         | 11 квітня 2007                    | 545 200 000   |                        | Вистрибнувший з води лосось на фоні гори Рейнір Напис: "The Evergreen State" | Чарльз Вікерс   |
| 2007 | 43 | Айдахо            | 5 червня 2007 (July 3, 1890)      | 581 400 000   |                        | Сапсан, контур штату з зіркою, що позначає столицю штату Бойсе Напис: "Esto Perpetua"                                                                                               | Дон Еверхарт    |
| 2007 | 44 | Вайомінг          | 4 вересня 2007                    | 564 400 000   |                        | Дикий скакун та вершник Напис: "The Equality State" | Норман Неметс   |
| 2007 | 45 | Юта               | 5 листопада 2007                  | 508 200 000   | Utah quarter           | Золотий костиль, локомотиви "Юпітер" та "№ 119", та завершення Трансконтинентальної залізниці Напис: "Crossroads of the West"                                                       | Джозеф Менна    |
| 2008 | 46 | Оклахома          | 28 січня 2008                     | 416 600 000   | Oklahoma quarter       | Tyrannus forficatus (пташка штату), Gaillardia pulchella (дика квітка штату) знизу                                                                                                  | Феб Хемфілл     |
| 2008 | 47 | Нью-Мексико       | 7 квітня, 2008                    | 488 600 000   | New Mexico quarter     | Контур штату з рельєфом, симфол сонця Зіа з прапору Напис: "Land of Enchantment" | Дон Еверхарт    |
| 2008 | 48 | Аризона           | 2 червня 2008                     | 509 600 000   | Arizona quarter        | Великий каньйон, кактус крупним планом. Баннер з текстом: "Grand Canyon State" | Джозеф Менна    |
| 2008 | 49 | Аляска            | 25 серпня 2008                    | 505 800 000   | Alaska quarter         | Грізлі з лососем (риба штату) в зубах та Полярна зоря Напис: "The Great Land" | Чарльз Вікерс   |
| 2008 | 50 | Гаваї             | 3 листопада 2008                  | 517 600 000   | Hawaii quarter         | Статуя Камехамеха I з контуром штату та девізом Напис: Ua Mau ke Ea o ka ?Aina i ka Pono                                                                                            | Дон Еверхарт    |

## Додаткові примітки за індивідуальними проєктами
- Алабама: Четвертак Алабами перший у обігу в США з написом шрифтом Брайля.
- Аризона: Баннер "Grand Canyon State" покликаний розділити монету на дві частини, бо Великий каньйон та цей вид кактуса ростуть в різних частинах Аризони.[11]
- Коннектикут: Дуб Хартії впав під час бурі 21 серпня 1856 року. Також він показаний на 50 центах 1936 року в ознаменування 300-річчя заснування поселень європейцями.[12]
- Джорджія: До контуру штату Джорджія випадково включили графство Дейд, яке знаходиться на крайньому північному заході штату. 1860 року жителі графства Дейд проголосували за вихід зі складу США та штату Джорджія. Сецесія ніколи не була юридично визнана, і жителі графства вирішили возз'єднатися з США у 1945 році[13]
- Гаваї: На четвертаку Гаваїв показана статуя Камехамеха I, який об'єднав Гавайські острови у 1810 році, контур штату та девіз. Це був перший монарх на монетах США.
- Іллінойс: Четверта Іллінойсу є єдиним, який безпосередньо зображує урбанізоване місто Чикаго на горизонті.)
- Індіана: Четвертак Індіани має схожі проблеми з четвертаком Джорджії, в її північно-західному куті округ Лейк частково або повністю відсутній. На помилку не звернули достатньої уваги
- Айова: Коли айовці обговорювали проєкт четвертака штату у 2002 роцу, була пропозиція використати зображення братів Салліван, які загинули на кораблі ВМС США Джуно під час битви за Гуадалканал.[14][15]
- Меріленд: Капітолій штату Меріленд, розміщений на монеті є найбільшим дерев'яним куполом в країні побудованим без жодного цвяха.[16] Деякі жителі скаржилися, що четвертак не містить зображення знаменитого синього краба штату.
- Міссурі: Переможець конкурсу на дизайн четвертака Міссурі, стверджував, що гравер монетного двору без необхідності змінив початковий вигляд Джексонів. Монетний двір відповів що оформлення Джексонів не карбувалося, але пізніше приватний монетний двір сказав, що це не так. З'ясувалося, що монетний двір може діяти на свій розсуд у остаточному проєкті карбування, а термін "конкурс оформлень" був виключений для більш пізніх четвертаків штатів.[17][18]
- Небраска: Одна з останніх концепцій четвертака штату базувалась на зображенні лідера племені Понка Стоячого Ведмедя, який стверджував, що корінні американці мають права відповідно до Конституції США
- Нью-Гемпшир: Олд-Ман-оф-те-Маунтін розміщена на реверсі четвертака Нью-Гемпшира розвалився у 2003 році.

## Схема за роками
|  |

| Color | Year | 1st випуск     | 2nd випуск        | 3rd випуск        | 4th випуск         | 5th випуск                      | 6th випуск                  |
| ----- | ---- | -------------- | ----------------- | ----------------- | ------------------ | ------------------------------- | --------------------------- |
|       | 1999 | Делавер        | Пенсільванія      | Нью-Джерсі        | Джорджія           | Коннектикут                     | Н/Д                         |
|       | 2000 | Массачусетс    | Меріленд          | Південна Кароліна | Нью-Гемпшир        | Вірджинія                       | Н/Д                         |
|       | 2001 | Нью-Йорк       | Північна Кароліна | Род Айленд        | Вермонт            | Кентукі                         | Н/Д                         |
|       | 2002 | Теннесі        | Огайо             | Луїзіана          | Індіана            | Міссісіпі                       | Н/Д                         |
|       | 2003 | Іллінойс       | Алабама           | Мен               | Міссурі            | Арканзас                        | Н/Д                         |
|       | 2004 | Мічиган        | Флорида           | Техас             | Айова              | Вісконсин                       | Н/Д                         |
|       | 2005 | Каліфорнія     | Міннесота         | Орегон            | Канзас             | Західна Вірджинія               | Н/Д                         |
|       | 2006 | Невада         | Небраска          | Колорадо          | Північна Дакота    | Південна Дакота                 | Н/Д                         |
|       | 2007 | Монтана        | Вашингтон         | Айдахо            | Вайомінг           | Юта                             | Н/Д                         |
|       | 2008 | Оклахома       | Нью-Мексико       | Аризона           | Аляска             | Гаваї                           | Н/Д                         |
|       | 2009 | Округ Колумбія | Пуерто-Рико       | Гуам              | Американське Самоа | Американські Віргінські Острови | Північні Маріанські Острови |

## Див.також
- Чверть долара США
- Чверть долара США (серія Національні парки)
- Чверть долара США (серія Округ Колумбія та Території США)
- Однодоларові монети США з президентами